# Arcybiskupi Mediolanu

## Biskupi i arcybiskupi Mediolanu
Według tradycji pierwszym biskupem Mediolanu był ok. 55 Święty Barnaba, współcześnie jednak odrzuca się to podanie
- Św. Anatalon[2]
- Święty Kajus[2]
- Św. Kastrycjan[2]
- Św. Kalimerus[2]
- Św. Mona[2]
- Św. Mirokles (do 316)[2]
- Św. Matern (316-328)[3]
- Św. Protazy Algisi (328-343(+1))
- Św. Eustorgiusz (344(-1)-350  i
- Św. Dionizy Mariani (350-355)
- Auksencjusz (355(-6) -374)
- Święty Ambroży (374-397)
- Św. Symplicjan Soresini (397-400)
- Św. Weneriusz z Mediolanu (400-408)
- Św. Marolo (408-423)
- Św. Martynian Osio (423-435)
- Św. Gliceriusz Landriani (436-438)
- Św. Łazarz Beccardi (438-449)
- Św. Euzebiusz Pagani (449-462)
- Św. Geroncjusz Bescapè (462-465)
- Św. Benignus Bossi (465-472)
- Św. Senator Settala (472-475)
- Św. Teodor I de' Medici (475-490)
- Św. Wawrzyniec I Litta (490-512)
- Św. Eustorgiusz II(512-518)
- Św. Magnus de' Trincheri (518-530)
- Św. Dacjusz Agliati (530-552)
- Witalis de' Cittadini (552-555)
- Fronton (biskup Mediolanu) (556-566)
- Św. Auzan Crivelli (566-567)
- Św. Honorat z Mediolanu (568-572)
- Wawrzyniec II (573-592)
- Konstantyn de' Cittadini (593-600)
- Deodatus (601-629)
- Asteriusz (biskup Mediolanu) (630-640)
- Fortus (641-643)
- Św. Jan I Bono (649-660)
- Św. Antonin Fontana (660-661)
- Św. Maurycyliusz (661-662)
- Św. Ampeliusz (667-672)
- Św. Manswet Savelli (672-681)
- Św. Benedykt I Crespi (681-725)
- Teodor II (725-739) (pierwszy arcybiskup)
- Arifred (741-742)
- Stabilis (742-744)
- Św. Natal (746-747)
- Leto Marcellino (745-759)
- Tommaso Grassi (759-783)
- Pietro I Oldrati (784-801)
- wakat
- Odelperto (803-813)
- Św. Anzelm I Biglia (813-818)
- Św. Buono Castiglioni (818-822)
- Angilberto I (822-823)
- Angilberto II Pusterla (824-859)
- Tadone (860-868)
- Ansperto Confalonieri da Biassono (868-881)
- Anzelm II Capra (882-896)
- Landolfo I Grassi (896-899)
- Andrea da Carcano (899-906)
- Aicone Oldrati (906-918)
- Gariberto di Besana (918-921)
- Lamperto (921-931)
- Ilduino (931-936)
- Arderico Cotta (936-948)
- Adelmano (948-953)
- Valperto de' Medici (953-970)
- Arnolfo I (970-974)
- Godfryd (974-979)
- Landolfo II da Carcano (980-998)
- Arnolfo II da Arsago (998-1018)
- Ariberto da Intimiano (1018–1045)
- Św. Gwido da Velate (1045–1069, zmarł w 1071)
- Attone (1072–1085)
  - Gotofredo da Castiglione (1072–1075) (antybiskup)
- Teobaldo da Castiglione (1075–1080) (antybiskup)
- Anselmo da Ro (1086–1093)
- Arnolfo III (1093–1097)
- Anselmo da Bovisio (1097–1101)
- Grossolano (1102–1112)
- Giordano da Clivio (1112–1120)
- Olrico (1120–1126)
- Anselmo Pusterla (1126–1135)[4]
- wakat
- Św. Bernard z Clairvaux (elekt 1135[5])
- Robaldo (1135–1145)
- Oberto da Pirovano (1146–1166)
- Św. Galdino Valvassi della Sala (1166–1176), kardynał 1166-67
- Algisio da Pirovano (1176–1185)
- Uberto Crivelli (1185–1187), kardynał od 1182, papież Urban III od 1185[6]
- Milone da Cardano (1187–1195)
- Uberto da Terzago (1195–1196)
- Filippo da Lampugnano (1196–1206)
- Uberto da Pirovano (1206–1211), kardynał
- Gerardo da Sessa (elekt 1211), kardynał[7]
- Henryk I da Settala (1213–1230)
- Wilhelm I da Rizolio (1230–1241)
- Leon da Perego (1241–1257)
- Ottone Visconti (1262–1295)
- Rufin da Frisseto (1295–1296)
- Franciszek I da Parma (1296–1308)
- Cassone Torriani (1308–1317)
- Aicardo da Intimiano (1317–1339)
- wakat
- Giovanni II Visconti (1342–1354)
- Roberto Visconti (1354–1361)
- Guglielmo II Pusterla (1361–1370)
- Simone da Borsano (1370–1380)
- Antonio de' Saluzzi (1380–1401)
- Pietro Filargo (1402–1410)
- Franciszek II Crippa (1409–1414)
- Bartolomeo de la Capra (1414–1433)
- Francesco Piccolpasso (1433–1443)
- Enrico Rampini (1443–1450)
- Giovanni Visconti (1450–1453)
- Niccolò Amidano (1453–1454)
- Timoteo Maffei (1454)
- Gabriele Sforza (1454–1457)
- Carlo da Forlì (1457–1461)
- Stefano Nardini (1461–1484), kardynał
- Giovanni Arcimboldi (1484–1488), kardynał
- Guido Antonio Arcimboldi (1488–1497)
- Ottaviano Arcimboldi (1497)
- Hipolit I d’Este (1497–1520), kardynał
- Hipolit II d’Este (1520–1550), kardynał
- Jan Angelo Arcimboldi (1550–1555)
- Filip II Archinti (1556–1558)
- Giovanni Angelo Medici (1558–1559), kardynał, późniejszy papież Pius IV
- Św. Karol Boromeusz (1560–1584), kardynał
- Gasparo Visconti (1584–1595)
- Federico Borromeo (1595–1631), kardynał
- Cesare Monti (1632–1650), kardynał
- Alfonso Litta (1652–1679), kardynał
- Federico Visconti (1681–1693), kardynał
- Federico Caccia (1693–1699), kardynał
- Giuseppe Archinto (1699–1712), kardynał
- Benedetto Erba Odescalchi (1712–1737), kardynał
- Karol Kajetan I Stampa (1737–1742), kardynał
- Giuseppe Pozzobonelli (1743–1783), kardynał
- Filippo Maria Visconti (1784–1801)
- Giovanni Battista Caprara (1802–1810), kardynał
- wakat
- Karl Kajetan Gaisruck (1816–1846), kardynał
- Barttolomeo Carlo Romilli (1847–1859)
- Paolo Angelo Ballerini (1859–1867)
- Luigi Nazari di Calabiana (1867–1893)
- Andrea Carlo Ferrari (1894–1921), kardynał
- Achille Ratti (1921–1922) kardynał, późniejszy papież Pius XI
- Eugenio Tosi (1922–1929), kardynał
- Bł. Alfredo Ildefonso Schuster, O.S.B. (1929–1954), kardynał
- Giovanni Battista Montini (1954–1963), kardynał, późniejszy papież Paweł VI
- Giovanni Colombo (1963–1979), kardynał
- Carlo Maria Martini (1979–2002), kardynał
- Dionigi Tettamanzi (2002–2011), kardynał
- Angelo Scola (2011–2017), kardynał
- Mario Delpini (od 2017)